# Fernando Gómez García
Fernando Gómez García «El Gallo» (Gelves, 18 d'agost de 1847 - ibídem, 2 d'agost de 1897) va ser un torero espanyol.

## Biografia
Considerat com el patriarca de la dinastia dels «Gallo» a la qual pertanyerien els seus fills Rafael Gómez «El Gallo» (Gallito I), Fernando «Gallito chico» (Gallito II), i José Gómez «Gallito III» (més tard «Joselito»).
Pren l'alternativa a Sevilla, el 16 d'abril de 1876 de mans de «Bocanegra» i «Chicorro», però com va tornar a torejar novillos va prendre una altra a Sevilla el 7 d'octubre de 1877, apadrinant-lo José Giráldez «Jaqueta». La va confirmar a Madrid el 4 d'abril de 1880 de mans de «Currito», amb toros de Vicente Martínez.
Se li té com un dels primers toreros amb el seu propi segell artístic, se li atribueix l'invent del cèlebre quiebro de rodillas (finta de genolls) donat a toro aixecat. Torero fi, de molt repertori i grans coneixements.
El cèlebre torero Rafael Guerra «Guerrita» va estar en la seva quadrilla.
Es va casar amb la bailaora Gabriela Ortega «La señá».
El pasdoble Gallito està dedicat al seu fill Fernando Gómez Ortega «Gallito chico» (Gallito II).